# مورین خور
مورین خور (مغولی: морин хуур)، که به عنوان کمانچه اسب نیز شناخته می‌شود، یک ساز سنتی مغولی است و یکی از مهم‌ترین سازهای موسیقی قوم مغول است و به عنوان سمبل ملت مغول به حساب می‌آید. این ساز یکی از شاهکارهای شفاهی و ناملموس میراث بشری است که توسط یونسکو شناخته شده‌است.
مورین خور سازی کمانچه مانند است که توسط آرشه به صدا در می‌آید. این ساز، صدای دل‌انگیزی دارد که آن را به صدای یورتمه رفتن یک اسب در علفزار تشبیه می‌کنند. فرهنگ مردم مغول با اسب گره خورده و مورین خور از سازهای باستانی است که به عنوان نشانه و سمبل این مردم نیز شناخته می‌شود. یونسکو نیز این ساز را به عنوان یکی از میراث‌های برتر تاریخ شفاهی و نامشهود فرهنگ بشر نامگذاری و ثبت کرده‌است.

## نام

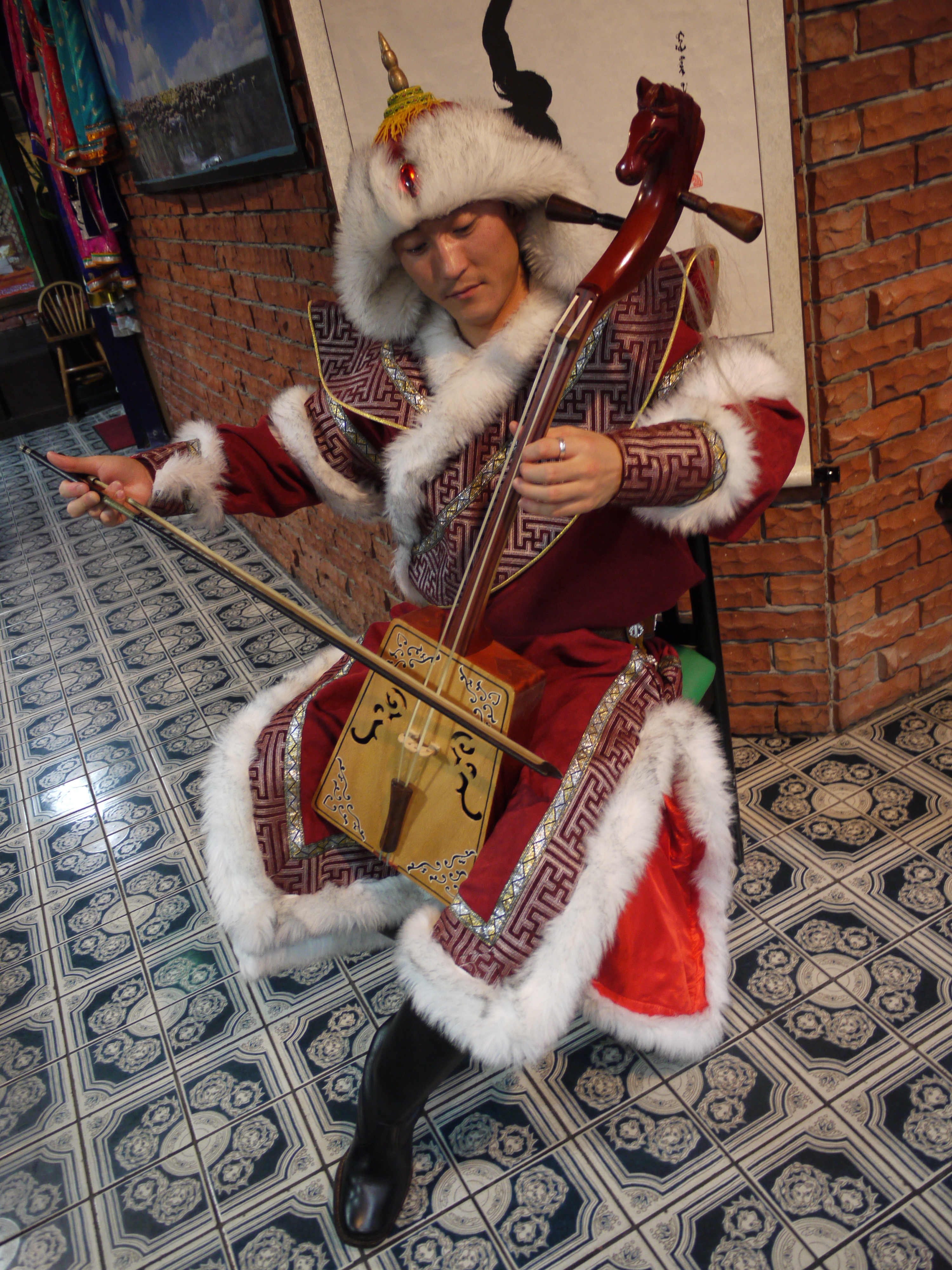
مورین خور، در مغولستان داخلی

در انگلیسی که معمولاً morin khuur نامیده می‌شود یا ترجمه شده به عنوان "کمانچه اسب" (گرچه ترجمه تحت‌اللفظی تر فقط "کمانچه اسب" (یا "ابزار قلاب اسب") است - "" Morin " "=" اسب "،" 'khuur' "=" کمانچه "/" ابزار برجسته ").

## ساخت و ساز

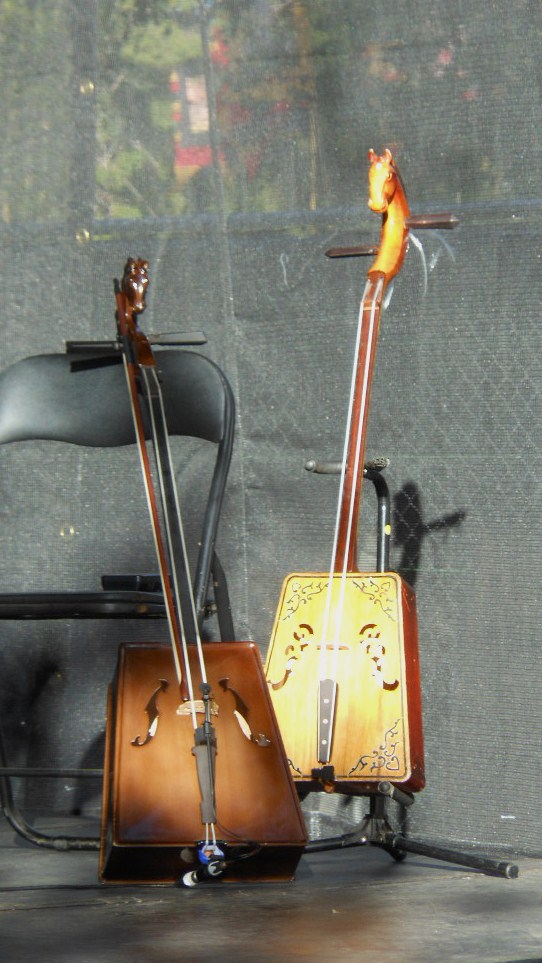
در جشنواره WOMADelaide در آدلاید، استرالیا در سال ۲۰۱۲.

ساز شامل یک جعبه صوتی قاب چوبی ذوزنقه ای است که دو رشته به آن وصل شده‌اند. تقریباً به صورت عمودی با جعبه صدا در دامان نوازنده یا بین پاهای نوازنده قرار می‌گیرد. این رشته‌ها از موهای یال یا دم اسب ساخته شده‌اند.
کمان با موهای اسبی پوشیده شده از چوب سیاه‌کاج یا درخت سرو است و از زیر آن با دست راست نگهداری می‌شود.
به‌طور سنتی، رشته‌ها با یک پنجم از هم تنظیم می‌شوند، اگرچه در موسیقی مدرن بیشتر از یک چهارم، معمولاً به B- مسطح و F تنظیم می‌شوند.
به‌طور سنتی، این قاب با پوست شتر، بز یا پوست گوسفند پوشانده شده‌است، در این صورت یک باز کوچک در قسمت پشتی باقی می‌ماند. با این وجود، از دهه ۱۹۷۰ میلادی، سازهای جدید جعبه صوتی کاملاً چوبی هستند.

## اصل و نسب
یک افسانه در مورد منشأ این ساز سنتی این است که چوپانی به نام Namjil Cuckoo این هدیه را از اسب پرواز دریافت کرد. او آن را شبها سوار می‌کرد و برای دیدار با محبوبش پرواز می‌کرد. یک زن حسود بالهای اسب را قطع کرد، به طوری که اسب از هوا افتاد و درگذشت. چوپان اندوهگین، از پوست و موهای دم اسب، کمانچه اسب درست کرد و از آن برای پخش ترانه‌های دلواپس دربارهٔ اسب خود استفاده کرد.

## نفوذ فرهنگی

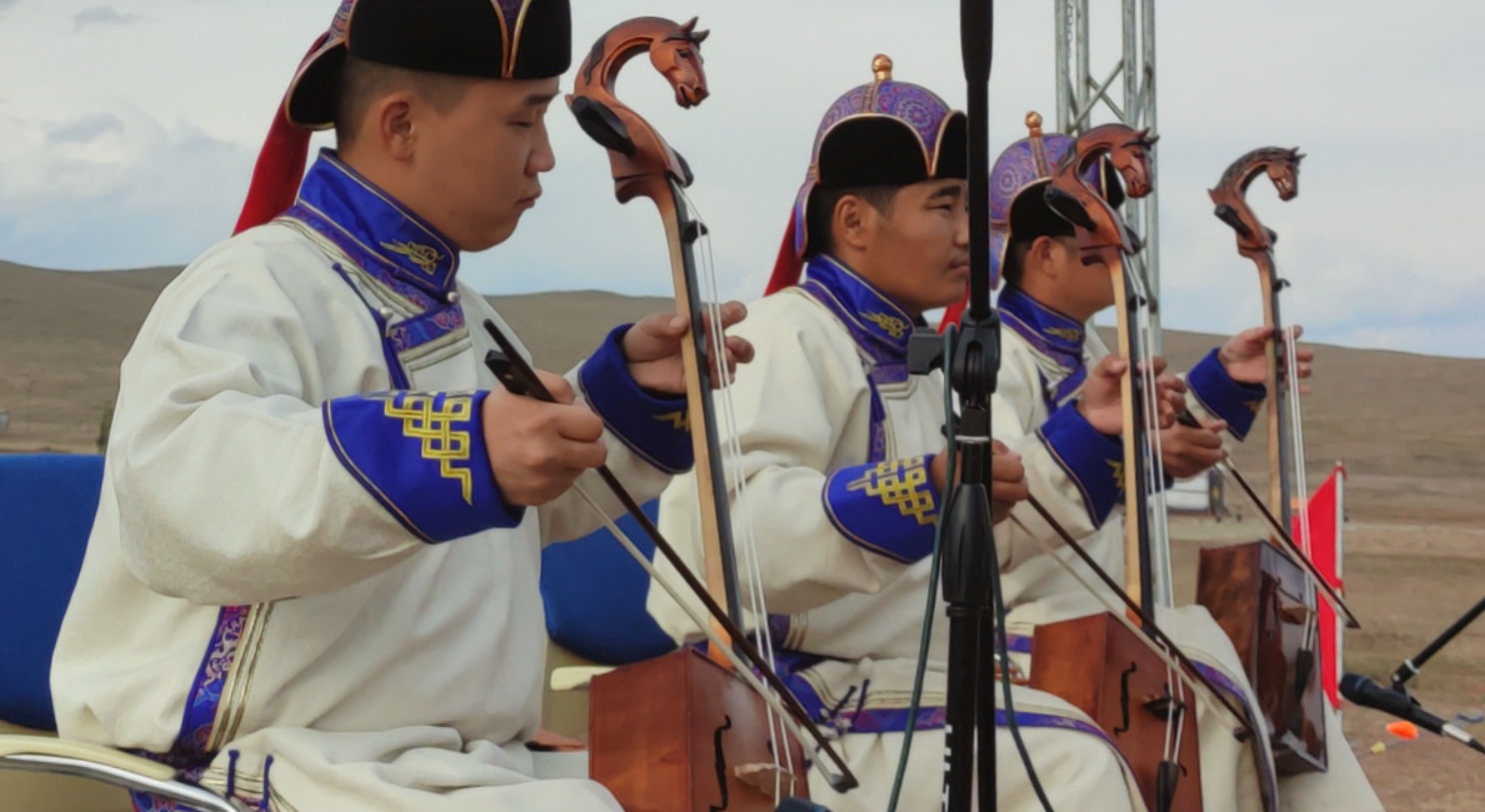
ساز مورین خور

مورین خور ساز ملی در مغولستان است. بسیاری از جشنواره‌ها برای تجلیل از اهمیت این ساز بر فرهنگ مغول، مانند «جشنواره و رقابت بین‌المللی مورین خور» که هر دوسال یکبار توسط «انجمن جهانی مورین خور» برگزار می‌شود. اولین بار در سال ۲۰۰۸، دومین بار در سال ۲۰۱۰ - با ۸ کشور شرکت کننده (مغولستان، کره، چین، روسیه، ایالات متحده، آلمان، فرانسه، ژاپن) - و برای ماه مه ۲۰۱۲ برنامه‌ریزی شده بود. در اینجا بسیاری از آماتورها می‌آیند و قطعات آزاد را اجرا می‌کنند، همچنین یک مسابقه حرفه ای برگزار می‌شود و یک رقابت برای ساخت ساز است.